# The Varukers
The Varukers is sinds 1979 een Britse hardcore punkband gestart door Anthony "Rat" Martin. In de vroege jaren 1980 produceerden zij hun meest invloedrijke werken. De band speelt net zoals Discharge in een D-beat muziekstijl met een anarchistische ideologie.

## Geschiedenis
De oorspronkelijke bandnaam Veruccas, werd gewijzigd naar het meer agressiever klinkende Varukers. In de vroege jaren 1980 maakte de band deel uit van "UK 82"/"UK Hardcore" golf, de tweede generatie Britse punkbands. De jaren 1970 punkstijl werd voorzien van; een zangstijl dat meer schreeuwen op lijkt dan zingen, zware drumbeats, een "muur van geluid" met zware gitaardistortion zoals de metalband Motörhead. Op het Nederlandse livealbum Babylon: bleibt fahren uit 1985 staat een nummer van de oorspronkelijke band. In 1989 spitste de band. Zanger Rat en gitarist Biff maakten met Graham Kerr en Kevin Frost in 1990 een doorstart. In de jaren 1990 wisselde de bezetting meerdere malen. Echter zanger Rat was altijd een vast bandlid, Biff speelde sinds 1985 gitaar. Zelfs toen Rat in deeltijd onderdeel was van Discharge en Biff met Sick on the Bus bleven de Varukers toeren. Kevin Frost keerde terug als drummer in 2016 ter vervanging van Stick Dickens.

## Bezetting
- Anthony "Rat" Martin - zang
- Ian "Biff" Smith - gitaar
- Brian Ansell - bas
- Kevin Frost - drums

### Voormalige bezetting
- Brik
- Andy
- Damion
- Paul Miles
- Graham Kerr
- Warren
- Marvin

## Discografie
Albums
- Bloodsuckers (1983) lp - no. 8
- One Struggle, One Fight (1984) lp
- Still Bollox But Still Here (1995) lp
- Murder (1998) lp/cd
- How Do You Sleep??????? (2000) lp/cd
- Killing Myself to Live (2009) cd
- Damned and Defiant (2017)

Live
- Live In Holland (1985) lp
- Live In Leeds 1984 (1994) cd

Singles & ep's
- The Varukers E.P. (1981) ep - no. 31
- I Don't Wanna Be a Victim (1982) ep - no. 15
- Die for Your Government (1982) single - no. 5
- Massacred Millions (1984) ep - no. 30
- Led to the Slaughter (1984) ep - no. 24
- No Hope Of A Future / Never Again (1984) single
- Another Religion, Another War (1984) ep - no. 47
- Nothing Changed (1994)  ep
- Humanity (1996) ep
- Blood Money (2016) ep
- Die For Your Government (2017) single

Verzamelalbums
- Prepare for the Attack (1986) lp
- Deadly Games (1994) lp/cd
- Bloodsuckers / Prepare For The Attack (1995) cd
- The Punk Singles 1981-1985 (1996) cd
- The Riot City Years: '83-'84 (2001) cd
- Vintage Varukers - Rare And Unreleased - 1980 - 1985 (2001) lp/cd
- Massacred Millions (2001) cd
- 1980–2005: Collection Of 25 Years (2006) cd
- No Masters No Slaves (2007) cd
- The Retch Files Volume 1 (2008) cd
- The Damnation Of Our Species (2011) cd
- 1984-2000 (2013) cd
- The Varukers (2013) lp